# Kap Gardafai

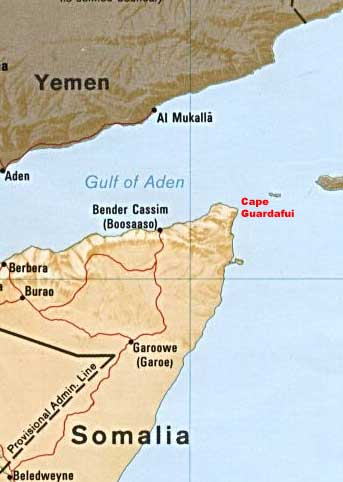
Kap Gardafai eller Cape Guardafui i östra Somalia

Kap Gardafai (Kap Guardafui, på arabiska Ras Asir) är Somalias nordöstra udde, längst ut på Afrikas horn, vid inloppet till Adenviken. Udden kallas ibland Afrikas östligaste punkt, men denna punkt är i själva verket Kap Hafun söder om Gardafai. Den var under antiken känd som Aromata. Strax öster om udden ligger den jemenitiska ön Sokotra.